# Cyrnea aptercyis
Cyrnea aptercyis är en rundmaskart som beskrevs av Harris 1975. Cyrnea aptercyis ingår i släktet Cyrnea och familjen Habronematidae. Inga underarter finns listade i Catalogue of Life.